# KinoSoyouz
L'Union des cinéastes et des organisations et associations cinématographiques professionnelles de Russie, plus connue sous l'appellation KinoSoyouz ou KinoSoyuz, est une organisation publique de cinéastes russes, créée en 2010.
Son président est Alekseï Popogrebski, élu lors du congrès du 24 juin 2017,,.

## Histoire

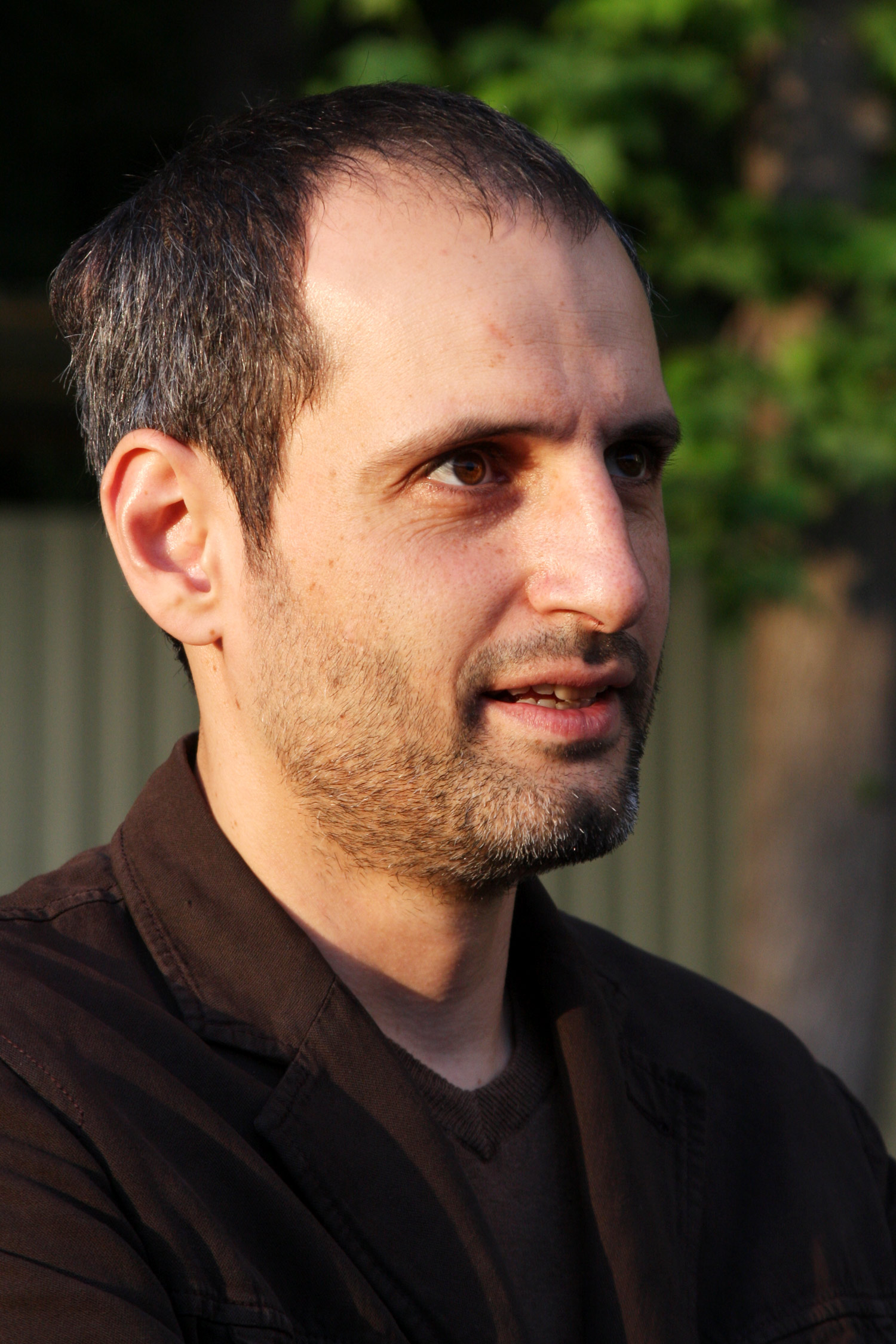
Alekseï Popogrebski, président de KinoSoyouz depuis 2017.

Au printemps 2010, un groupe de cinéastes russes, mécontents des activités de la direction de l'Union des cinéastes de Russie et personnellement de Nikita Mikhalkov, annoncent leur retrait de cette association. Dans le cadre de cette décision, l'idée est née de créer une nouvelle Union du film. Un appel « Nous n'aimons pas ça » a été écrit, qui a recueilli plus de 150 signatures. Ses fondateurs sont : Eldar Riazanov, Alexeï Guerman, Iouri Norstein, Alexandre Sokourov, Alexander Gelman, Daniil Dondurei, Vladimir Dostal, Vitali Manski, Boris Khlebnikov, Andreï Prochkine, Alexeï Guerman Jr.. Le 23 juin 2010, la conférence fondatrice de la nouvelle organisation a eu lieu. Avant le premier congrès, Boris Khlebnikov devient le président du KinoSoyuz.
Le 9 septembre 2010, le ministère de la Justice délivre un certificat d'enregistrement d'État de l'organisation publique régionale "Union des cinéastes et des organisations et associations cinématographiques professionnelles".
Le premier congrès du KinoSoyouz se tient à Moscou les 1er et 2 juillet 2011. KinoSoyuz est composé de 168 membres. Un conseil d'administration composé de onze membres est élu par vote nominal. Andreï Prochkine et Vitali Manski sont nommés à la tête du conseil qui comprenait également le réalisateur et scénariste Boris Khlebnikov, l'acteur et réalisateur Andreï Smirnov, le critique de cinéma Daniil Dondureï (en), l'acteur et producteur Leonid Iarmolnik, les réalisateurs Alekseï Popogrebski, Alexeï Guerman Jr., Valeri Todorovski, Alekseï Fedortchenko et le critique de cinéma Andreï Plakhov.

## Activités
Le prix attribué par KinoSoyuz est décerné pour la première fois en décembre 2011. Dénommé « Elem » (« Элем »), du nom du réalisateur Elem Klimov, le prix est décerné aux films sortis l'année précédente. Le premier lauréat du prix est le film d'Alekseï Popogrebski Comment j'ai passé cet été.
Le prix Elem est décerné en 2012 aux films Elena d'Andreï Zviaguintsev et Faust d'Alexandre Sokourov, et en 2013 à Anton's Right Here (Anton tut ryadom) de Lyubov Arkus (en).
Parallèlement à la remise de prix, l'organisation est engagée dans des activités artistiques et éducatives et sociales et politiques.

### Opposition à la guerre en Ukraine
En mars 2014, 169 membres de KinoSoyuz signent une lettre à l'attention de leurs collègues d'Ukraine :  

« Nous sommes, comme vous, catégoriquement contre les mensonges dans la couverture des événements fatidiques pour l'Ukraine, et plus encore contre l'intervention militaire russe en Ukraine. Il y a trop de choses qui nous unissent pour que nous croyions à la propagande concoctée. »

Parmi les signataires figurent notamment Alekseï Popogrebski, Oksana Bichkova, Anton Doline, Alexander Kuznetsov, Andreï Plakhov, Andreï Prochkine, Andreï Smirnov, Boris Khlebnikov, Eldar Riazanov, Garri Bardine, Ievgueni Gindilis, Lia Akhedjakova, Marina Razbejkina, Vitali Manski, Vladimir Mirzoev et Youlia Aoug.